# Toại Khê

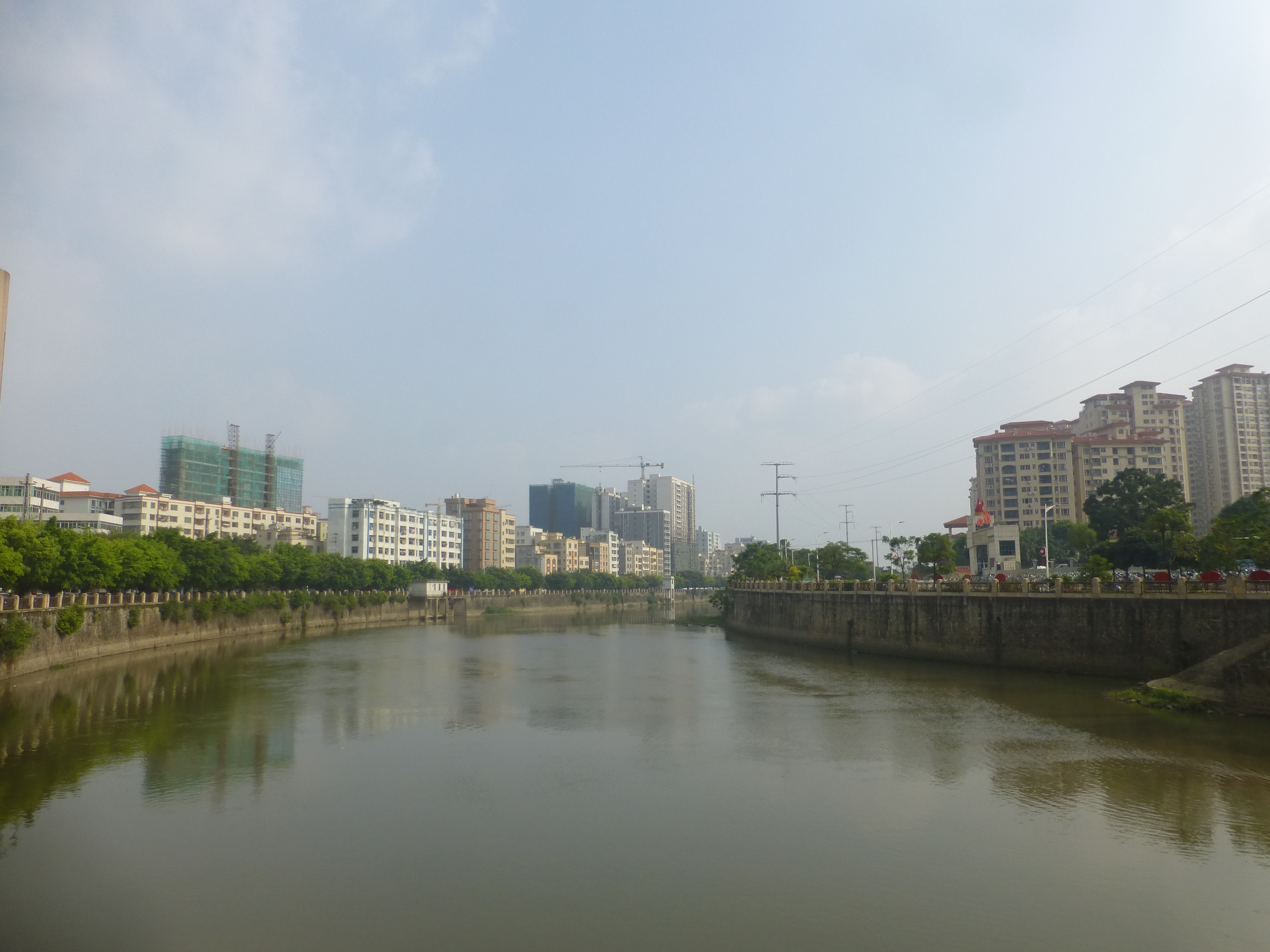
Huyện Toại Khê

Toại Khê (chữ Hán giản thể: 遂溪县, âm Hán Việt: Toại Khê huyện) là một huyện thuộc địa cấp thị Trạm Giang, phía tây nam tỉnh Quảng Đông, Cộng hòa Nhân dân Trung Hoa, trên bán đảo Lôi Châu. Huyện Toại Khê có diện tích 2148,5 km², dân số 976.000 người. Mã số bưu chính của Toại Khê là 524300, mã vùng điện thoại là 0759. Về mặt hành chính, huyện Toại Khê được chia thành 14 trấn. Chính quyền nhân dân huyên đóng tại trấn Toại Thành.